# ويكا (مملكة)

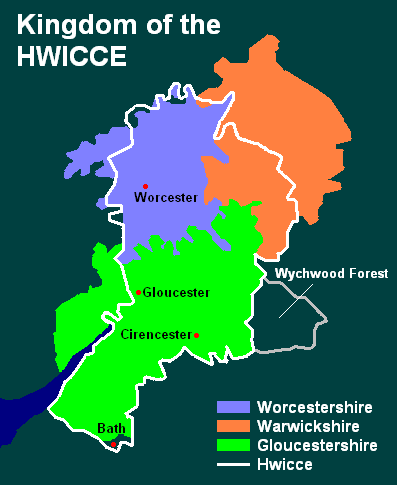

شعب ويكا (باللإنكليزيية القديمة: Hwicce) هو واحد من شعوب الأنجلوسكسونية في إنجلترا، لا يعرف بالتحديد مقدار حدودهم، وإن كان من المرجح أن يتزامن مع تلك القبيلة أبرشية ورسستر، التي تأسست في 679-680. وكان أساقفتها القدامى يحملون لقب أساقفة الويكيين Episcopus Hwicciorum. وبهذا فمملكتم تشمل ورسترشير، غلوسترشير (إلا غابة دين) والنصف الجنوبي من وارويكشير، ومنطقة باث. بقي اسم ويكا في منناطق مثل ويتشوود في أوكسفوردشير وويتشفورد في وارويكشير.
كما يظهر في السجلات الأنكلوساكسونية، فإن هذه المناطق (أو على الأقل الجزء الجنوبي منها) قد غزاها الساكسون الغربيون عام 577 يقيادة كالوين بعد معركة ديرهام. ويظهر ان المملكة انفصلت عن وسكس في زمن الملك إدوين. وأول ملوك ظهروا في سجلاتها كانا الأخوين إنهير وإنفريث، ويبدو أنهما كانا معاصرين للملك وولفهير. وخلفهما ملك يدعى أوزريك، وكان ومعاصرا للملك إثلرد وخلفه ملك يدعى أوزهير. خلف أوزهير على العرش أبناؤه الثلاثة، وهم إيثلهيرد وإيثلويرد وإيثلريك، ويظهر أن الأخيرين كانا يحكمان في سنة 706. وفي بدايات عهد أوفا نجد أن المملكة يحكمها ثلاثة أخوة هم إنبرت وأوترد وألدرد، وعاش الأخيران حتى عام 780 تقريبا، ولا يظهر أن أحدا اتخذ لقب ملك بعدهما، لأن خليفتهما إيثلموند، الذي قتل في حملة ضد وسكس عام 802، وصف بأنه إيرل فقط.
ظل الإقليم تحت سيطرة ملوك مرسيا حتى سقوط المملكة على يد الفايكنغ. واعترفت مع مرسيا بسلطة الملك ألفرد، وكانت تحت حكم الإيرل إثلرد الذي يجتمل أنه هو نفسه كانه من الويكا. لم يبق أي سجل لقائمة أنساب أو ملوك الويكا إلى النزر اليسير، ولا نعرف إذا كانت السلالة الحاكمة على علاقة مع سلالات وسكس أو مرسيا.